# Spiraea lichiangensis
Spiraea lichiangensis är en rosväxtart som beskrevs av William Wright Smith. Spiraea lichiangensis ingår i släktet spireor, och familjen rosväxter. Inga underarter finns listade i Catalogue of Life.